# Guallas

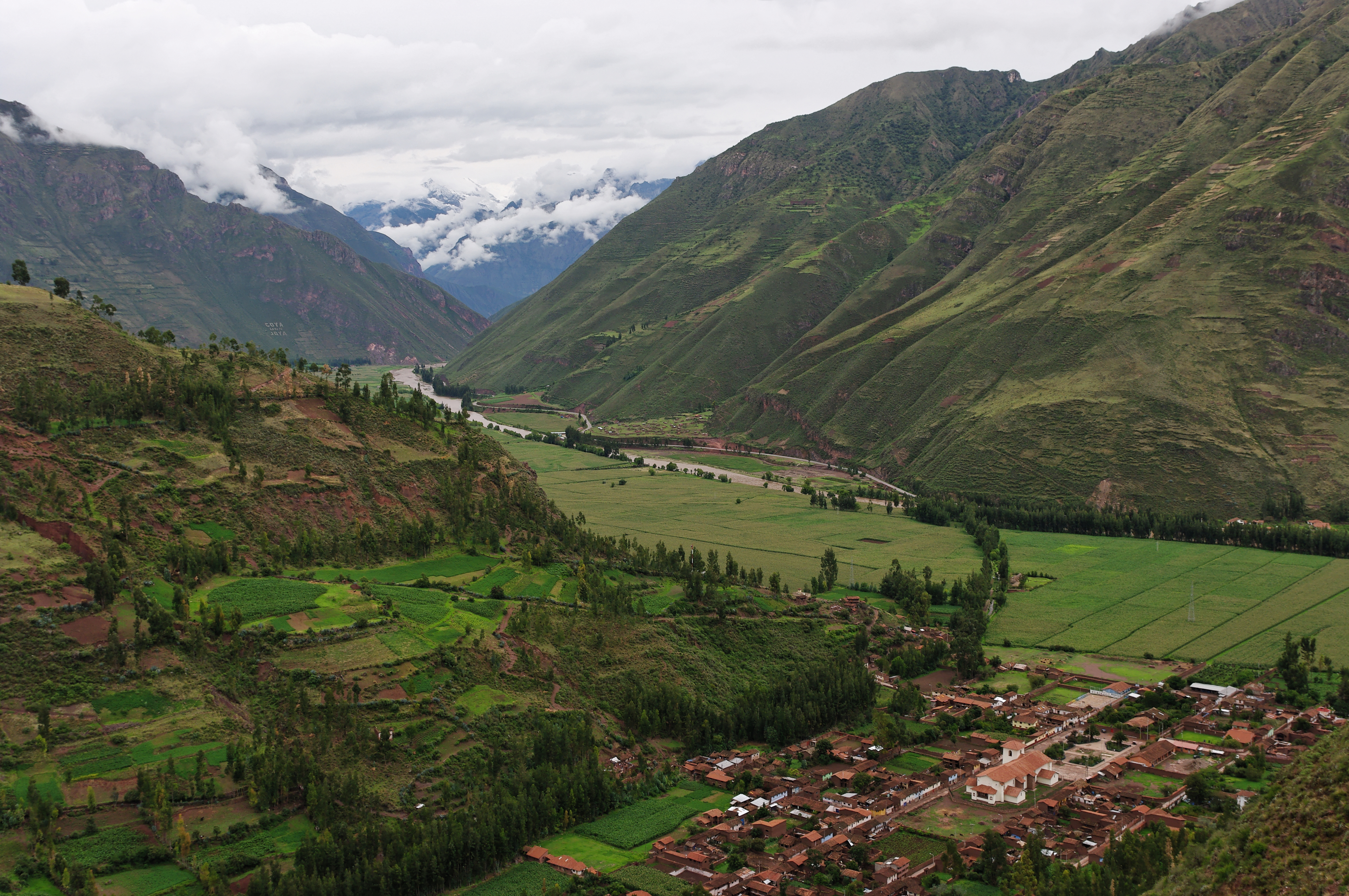
Valle del Cuzco

Los guallas son un grupo étnico que habitaba en el valle del Cuzco antes del advenimiento de los Incas. El cronista Sarmiento de Gamboa los menciona en sus escritos como el grupo más antiguo en la región.
Aparecen en las crónicas como los pobladores más antiguos del Cuzco. Vivían en casas agrupadas al pie del cerro de la región conocida como Huaynapata, al sur de la ciudad actual. Su aldea principal se denominaba Pachatusán. Fueron dominados por los Incas en el siglo XIII d. C.